# Restoring Force
Albums de Of Mice & Men
The Flood
(2011) Cold World
(2016)
Singles
1. You're Not Alone
Sortie : 3 décembre 2013
2. Would You Still Be There
Sortie : 15 mai 2014
3. Feels Like Forever
Sortie : 23 octobre 2014
4. Broken Generation
Sortie : 5 février 2015
5. Never Giving Up
Sortie : 20 février 2015

Restoring Force est le troisième album du groupe américain Of Mice & Men sorti le 24 janvier 2014 en Europe et en Australie, le 27 janvier 2014 au Japon et au Royaume-Uni et le 28 janvier 2014 aux États-Unis sous le label Rise Records. L'édition deluxe de l'album, intitulée Restoring Force: Full Circle, sort le 20 février 2015. Elle comporte quatre pistes bonus, dont une version acoustique du single Feels Like Forever.

## Historique

### Écriture et enregistrement
L'album a été annoncé à travers de nombreuses publications fin novembre 2013. L'album est produit par David Bendeth. La liste officielle des morceaux contenu dans l'album est révélé en même temps que l'annonce de l'album. Le 17 octobre 2013, Alternative Press publie la première vidéo du groupe en studio et annonce aussi l'achèvement du troisième album du groupe.

## Caractéristiques artistiques

### Analyse musicale
Dans une interview avec Alternative Press, le chanteur Austin Carlile déclare que le son général de l'album serait plus rock, voir plus nu metal, que leur musique serait beaucoup plus structurée, en la comparant à des groupes comme Linkin Park, Limp Bizkit, Slipknot ou Chevelle. Il poursuit en disant qu'il a envie de toucher au son et que ces chansons aient plus une sensation de rock and roll.
Le 14 octobre 2013, Rock Sound publie une interview avec Austin Carlile où il discute de l'album. Carlile déclare que l'album aura plus axé sur les paroles et les aspects mélodiques, comme une « fusion entre Meshuggah et Nickelback ». Il parle également du chant sur le nouvel album expliquant que « c'est une toute nouvelle étape dans l'évolution de ma voix, il y a un contraste vraiment cool entre ma voix et la voix d'Aaron, et je pense que nous en avons fait un excellent usage ».
Restoring Force est une suite de leur précédent album The Flood. Austin Carlile l'explique en disant « Que se passe-t-il après une catastrophe ? Qu'est-ce qui se passe après The Flood ? Vous revenez à la normale. Vous retrouvez l'équilibre. C'est ce que nous avions l'impression de faire avec cet album. Nous voulions que ce disque remette de l'équilibre dans notre groupe et notre musique. Nous voulons faire savoir à tout le monde que nous sommes pas près de disparaître. Nous sommes Restoring Force ».
Artistdirect trouve des similitudes entre le single You're Not Alone du groupe et Deftones, louant l'énergie et la coordination entre le chanteur Austin Carlile et le nouveau chanteur Aaron Pauley, avec des riffs « frappant d'un élégant équilibre entre un heavy metal écrasant et un hard rock dynamique ».

### Pochette d’album
La pochette  de l'album, une coquille marine, est une représentation visuelle du retour à l'équilibre. Dans une interview pour le magazine Big Cheese, le batteur Valentino Arteaga l'explique en disant que « l'une des principales raisons symboliques pour avoir la coquille sur la pochette est venu de l'idée que la force de rétablissement aider à retrouver l'équilibre chez un humain. La cochlée, ou oreille interne, permet à l'équilibre d'être maintenu, et il a la forme d'une coquille ».

## Parution et accueil

### Sortie
L'album est sorti le 28 janvier 2014 sous le label Rise Records mais l’album était déjà disponible en ligne le 21 janvier 2014. Après la sortie de l'album, le groupe se lance dans une tournée de deux mois avec Bring Me the Horizon. Le groupe réalise également une tournée au Royaume-Uni en avril 2014 avec en première partie les groupes Issues et Beartooth. 
Le 1er décembre 2013, You're Not Alone est le premier morceau de l'album Restoring Force à sortir sous forme de single, suivi par Bones Exposed le 23 décembre 2013. Bien que techniquement le second single de l'album, Bones Exposed n'est pas considéré officiellement comme tel, et Would You Still Be There et Feels Like Forever sont les deuxième et troisième singles de l'album, sortant respectivement le 15 mai et le 23 octobre 2014. L'édition deluxe présente deux des trois nouvelles pistes en tant que singles, le premier nommé Broken Generation, sort en février 2015 uniquement au Royaume-Uni, et le second Never Giving Up partout dans le monde.
Malgré l'achèvement de l'album en octobre 2013, Of Mice & Men choisi de le publier officiellement en janvier 2014. Dans une interview avec Austin Carlile, il déclare que la raison est que « c'est une bonne façon de commencer l'année et ça nous donne toute l'année pour vraiment persévérer et tourner, ça va être le sentiment que nous aurons toute l'année qui vient ». L'album est également promu à travers un « bundle pack », incluant une édition limitée d'un Long play coloré, ce qui en fait le premier album du groupe à être publié sur un disque vinyle.
À la fin de 2014, le groupe annonce la publication d'une édition deluxe de l'album nommée Restoring Force: Full Circle comprenant trois nouvelles chansons ainsi qu'une version acoustique de la chanson Feels Like Forever.

### Accueil critique
Restoring Force reçoit des critiques positives de la part de nombreux critiques. 
Phil Freeman de l'Alternative Press attribue la note de quatre étoiles sur cinq à l'album , il note que, parfois, l'album ressemble au début à l'album précédent, mais déclare que « si les choix musicaux audacieux sur Restoring Force s'avèrent révélateurs de l'avenir musical du groupe, il pourrait y avoir un impact plus large sur le genre musical ». Chad Childers de Loudwire declare que le chant clair de Pauley complète le screaming de Carlile tout au long de l'album, il a également loué la décision de prendre comme producteur David Bendeth, puisqu'il a défié le groupe à réévaluer leur processus d'écriture. De plus, il applaudit l'éventail des humeurs et des sons de l'album, allant de la brutalité de Public Service Announcement au côté mélodique du groupe avec Space Enough to Grow.
Andy Ritchie de Rock Sound déclare que l'album sonne comme si c'était un groupe complètement différent par rapport à leurs précédents albums, et qu'il risque de diviser leurs fans. De plus le critique affirme dans un premier temps que l’album est « fermement ancré dans la vague nu-metal du début du siècle », avant d’indiquer plus loin qu’il contient également des morceaux caractéristiques d’un style « metalcore scolaire » mais que dans les deux cas, il s’agirait d’un son unique. AbsolutePunk apprécie également le nouveau style du groupe, puisque leurs albums précédents ressemblait à « quatre-vingt-dix pour cent des groupes moyens d'aujourd'hui essayant de faire de la scène metalcore / post-hardcore / risecore ». En outre, il est surpris que Carlile change ses cris pour un style plus nu metal que son précédent style qui était plus metalcore, mais encore une fois ce changement est loué par ce dernier.

### Accueil commercial
Avant la sortie de l'album, HITS Daily Double, prévoit une vente entre 45 000 et 55 000 albums aux États-Unis pour la première semaine. Restoring Force finit par vendre 51 000 albums la première semaine, et entre au Billboard 200 à la 4e place. Restoring Force est l'album le mieux classé du groupe, se plaçant à la 1re place du classement Independent Albums et du classement Hard Rock Albums. 
L'album est également le premier album du groupe à figurer dans le classement UK Rock, atteignant la 17e place, mais également dans le classement Australian albums, se plaçant à la 9e place.

### Classements
| Classement (2014)                 | Meilleure position |
| --------------------------------- | ------------------ |
| Australie (ARIA)                  | 9                  |
| Canada (Canadian Albums)          | 9                  |
| États-Unis (Billboard 200)        | 4                  |
| Nouvelle-Zélande (RIANZ)          | 39                 |
| Royaume-Uni (UK Albums Chart)     | 17                 |
| Royaume-Uni (Rock & Metal Albums) | 2                  |

## Fiche technique

### Liste des chansons
Toutes les chansons sont écrites et composées par Austin Carlile, Alan Ashby et Aaron Pauley.
| 1.    | Public Service Announcement | 3:32 |
| 2.    | Feels Like Forever          | 3:13 |
| 3.    | Bones Exposed               | 4:15 |
| 4.    | Would You Still Be There    | 3:12 |
| 5.    | Glass Hearts                | 3:15 |
| 6.    | Another You                 | 3:45 |
| 7.    | Break Free                  | 3:29 |
| 8.    | You Make Me Sick            | 3:21 |
| 9.    | Identity Disorder           | 3:37 |
| 10.   | You're Not Alone            | 3:21 |
| 11.   | Space Enough to Grow        | 3:38 |
| 38:37 |                             |      |

| Restoring Force: Full Circle | Restoring Force: Full Circle    | Restoring Force: Full Circle | Restoring Force: Full Circle | Restoring Force: Full Circle | Restoring Force: Full Circle | Restoring Force: Full Circle | Restoring Force: Full Circle | Restoring Force: Full Circle | Restoring Force: Full Circle |
| No                           | Titre                           | Durée                        |                              |                              |                              |                              |                              |                              |                              |
| ---------------------------- | ------------------------------- | ---------------------------- | ---------------------------- | ---------------------------- | ---------------------------- | ---------------------------- | ---------------------------- | ---------------------------- | ---------------------------- |
| 12.                          | Broken Generation               | 3:41                         |                              |                              |                              |                              |                              |                              |                              |
| 13.                          | Something to Hide               | 3:30                         |                              |                              |                              |                              |                              |                              |                              |
| 14.                          | Never Giving Up                 | 3:39                         |                              |                              |                              |                              |                              |                              |                              |
| 15.                          | Feels Like Forever (acoustique) | 3:11                         |                              |                              |                              |                              |                              |                              |                              |
| 52:38                        |                                 |                              |                              |                              |                              |                              |                              |                              |                              |

### Interprètes
Of Mice & Men
- Austin Carlile – screaming, chant sur les pistes 6, 12, 13 et 15
- Alan Ashby – guitare rythmique, chœurs
- Phil Manansala – guitare
- Aaron Pauley – basse, chant, screaming sur les pistes 1, 5, 7 et 8
- Valentino Arteaga – batterie

### Équipe de production
| Personnel de production - David Bendeth - production et mixage - Steve Sarkissian - ingénieur assistant, technicien (batterie) - Koby Nelson - assistant, montage numérique - Connor Appleton - assistant - Mitch Milan - montage numérique, ingénieur, technicien (guitare), programmeur - Brian Robbins - montage numérique, ingénieur, ingénieur du son, programmeur - Ted Jensen - mastering, | Artwork - Of Mice & Men - direction artistique - Ryan Clark - design, photographie - Jon Barmby - logo |